# Nguyễn-fyrsterne
Nguyễn-fyrsterne (vietnamesisk: Chúa Nguyễn; 1558-1777), også kendt som Nguyễn-klanen eller Huset Nguyễn, var en række herskere fra de sydlige og centrale dele af det nuværende Vietnam, dengang kaldet Đàng Trong eller "Indre land" i modsætning til Đàng Ngoài eller "Ydre land", der blev regeret af Trịnh-fyrsterne.
Skønt de anerkendte og hævdede at være loyale undersåtter af Lê-dynastiet, var de de facto konger af Cochinkina, mens Trịnh-herrerne regerede nord, hvor kejseren det meste af tiden forblev en marionetfigur. De udkæmpede en lang, bitter krig, der varede 45 år, der skilte Vietnam i to politiske områder i næsten to århundreder. Efter Tây Sơn-krigene skulle deres efterkommere regere over hele Vietnam som Nguyễn-dynastiet og hævdede posthumt deres titler til kejsere. Deres styre konsoliderede tidligere ekspansion sydpå i Champa og udvidede det ind i Cambodja.

## Nguyễn-Trịnh-alliancen
Nguyen-herrerne spores deres afstamning fra en stærk klan oprindeligt baseret i Thanh Hóa-provinsen. Klanen støttede Lê Lợi i hans succesrige uafhængighedskrig mod Ming-dynastiet. Fra det tidspunkt var Nguyễn en af de store adelige familier i Vietnam. Måske var den mest berømte Nguyễn fra denne tid Nguyễn Thị Anh, dronning i næsten 20 år (1442-1459).
I 1527 erstattede Mạc Đăng Dung den sidste Lê-kejser Lê Cung Hoàng og etablerede et nyt dynasti (Mạc-dynastiet). Trịnh- og Nguyễn-herrerne vendte tilbage til Thanh Hóa-provinsen og nægtede at acceptere Mạcs styre. Hele regionen syd for den Røde Flod var under deres kontrol, men de kunne ikke erobre Đông Đô i mange år. I løbet af denne tid blev Nguyễn-Trịnh-alliancen ledet af Nguyễn Kim; hans datter var gift med Trịnh-fyrsten Trịnh Kiểm.
I 1545 blev Nguyễn Kim myrdet. En logisk efterfølger som Nguyễn-Trịnh-alliancens leder var hans ældste søn, Nguyễn Uông, men i stedet blev Uông dræbt, og Trịnh Kiểm tog kontrol. Den yngre søn Nguyễn Hoàng blev sendt til det fjerne syd for at forvalte den nyere provins Ô-châu (moderne Quảng-Bình til Quảng-nam), som tidligere var Champa-lande. Styrende fra den nye by Phú Xuân (moderne Huế) udvidede Nguyễn-fyrsten under Nguyễn Hoàng langsomt deres kontrol mod syd, mens trịnh-herrerne førte deres krig til kontrol over det nordlige Vietnam.
I 1592 blev Đông Đô (Hanoi) erobret sidste gang af Trịnh-hæren under Trịnh Tùng, og Mạc-kejseren blev henrettet. Det følgende år drog Nguyễn Hoàng nord med en hær og penge for at hjælpe med at besejre resten af Mạc-styrkerne, men kort efter nægtede Nguyễn Hoàng at adlyde ordrerne fra det nye hof i Hanoi.

## Stigende spændinger
I 1600 tog en ny Lê-kejser tronen, Lê Kính Tông. Den nye kejser, som de tidligere Lê-kejsere, var en magtesløs sokkedukke under kontrol af Trịnh Tùng. En revolte brød også ud i Ninh Bìn-provinsen, muligvis initieret af Trịnh. Som følge af disse begivenheder brød Nguyễn Hoàng formelt af forbindelserne med hoffet og hævdede med rette, at det var Trịnh, der herskede, ikke Lê-kejseren. Denne tilstand fortsatte i de næste 13 år, indtil Nguyễn Hoàng døde i 1613. Han havde styret de sydlige provinser i 55 år.
Hans efterfølger, Nguyễn Phúc Nguyên, fortsatte Nguyễn Hoangs politik med væsentlig uafhængighed af hoffet i Hanoi. Han indledte venlige forbindelser med de europæere, der nu sejlede ind i området. Et portugisisk handelspost blev oprettet i Hội An. I 1615 producerede Nguyễn deres egne bronzekanoner med hjælp fra portugisiske ingeniører. I 1620 blev kejseren fjernet fra magten og henrettet af Trịnh Tùng. Nguyễn Phúc Nguyên meddelte formelt, at han ikke ville sende penge til hoffet, ej heller anerkendte han den nye kejser som landets kejser. Spændingerne voksede over de næste syv år, indtil åben krigsførelse brød ud i 1627 med den nye leder af Trịnh, Trịnh Tráng.
Krigen varede indtil 1673, da fred blev erklæret. Nguyễn bekæmpede ikke kun mod Trịnh-angrebene, men fortsatte også deres udvidelse sydover langs kysten, selv om krigen bremsede denne ekspansion. Omkring 1620 blev Nguyễn Phúc Nguyenes datter gift med Chey Chettha II, en Khmer-konge. Tre år senere, 1623, fik Nguyễn formelt tilladelse af vietnameserne til at bosætte sig i Prei Nokor, som senere blev genfødt som byen Saigon.
Da krigen med Trịnh sluttede, kunne Nguyễn sætte flere ressourcer bag undertrykkelsen af Champa-rigerne og erobre lande, der plejede at tilhøre Khmer-imperiet.
Hollænderne bragte vietnamesiske slaver, som de fangede i Nguyễn-fyrsternes territorier i Quảng Nam-provinsen, til deres koloni i Taiwan.
Nguyen-fyrsten Nguyen Phuc Chu havde omtalt vietnameserne som "Han folk" 漢人 (Hánnhân) i 1712, når de differentierede mellem vietnamesere og cham-folket. Nguyen Lords etablerede đồn điền efter 1790. Det blev sagt "Hán di hữu hạn" 漢 夷 有限 ("vietnameserne og barbarerne skal have klare grænser") af Gia Long-fyrsten (Nguyễn Phúc Ánh), når de skelnede mellem khmer og vietnamesere.
Bukser og tunika i kinesisk stil blev i 1774 beordret af Vo Vuong-kejseren til at erstatte sarong-typen af vietnamesiske tøj. Det kinesiske Ming-dynasti, Tang-dynastiet og Han-dynastiets tøj blev beordret til at blive antaget af vietnamesiske soldater og bureaukrater af Nguyen-fyrsten Nguyễn Phúc Khoát (Nguyen Tong). Bukser blev pålagt af Nguyen i 1744, og det kinesiske tøj fra Cheongsam inspirerede Ao dai. Kinesisk tøj begyndte at få indflydelse på vietnamesisk kjole i Ly-dynastiet. Den nuværende Ao dai blev indført af Nguyen-fyrsterne.
Cham-provinser blev erobret af Nguyen-fyster. Provinser og distrikter, der oprindeligt tilhørte Cambodja, blev taget af Vo Vuong.

## Krige i syd
I 1714 sendte Nguyễn en hær til Cambodja for at støtte Keo Fas påstand mod tronen mod Prea Srey Thomea. Siam sluttede sig sammen med Prea Srey Thomea mod den vietnamesiske indblanding. På Bantea Meas jog vietnameserne de siamesiske hære på flugt, men i 1717 havde siameserne fået overhånden. Krigen sluttede med den siamesiske kandidats tronbestigelse, men Nguyễn-fyrsterne fravristede mere territorium fra det svækkede cambodjanske rige.
To årtier senere, i 1739, forsøgte cambodianerne at genvinde det tabte kystområde. Kampene varede omkring ti år, men vietnameserne afværget de cambodjanske razzier og sikrede deres kontrol over det rige Mekong delta.
Mens Siam var optaget af krig med Burma, igangsatte Nguyễn en ny militær kampagne mod Cambodja i 1755 og erobrede yderligere territorium fra det ineffektive cambodjanske hof. I slutningen af krigen havde Nguyễn sikret en havn ved Siam-bugten, Hà Tiên, og truede selve Phnom Penh.
Under en ny konge Phraya Taksin genoptog siameserne deres beskyttelse af den østlige nabo med støtte til det cambodjanske hof. Krig blev indledt mod Nguyễn i 1769. Efter nogle tidlige fremgange var de nguyễnske styrker i 1773 udsat for interne oprør og måtte forlade Cambodja for at beskæftige sig med borgerkrigen i selve Vietnam. Uroen gav anledning til fremvæksten af Tây Sơn-dynastiet.

## Nguyễn-fyrsternes fald
Som følge af tunge skatter og nederlag, der krævedes under krigen med Cambodja, igangsatte tre brødre fra Tây Sơn i 1771 en bondeopstand, der hurtigt kom til at omfatte meget af det sydlige Vietnam. Inden for to år erobrede brødrene Tây Sơn-provinsens hovedstad Qui Nhơn. I 1774 ophævede Trịnh i Hà Nội under indtryk af deres rivals svækkelse den hundrede år lange våbenhvile og igangsatte et angreb mod Nguyễn fra nord. Trịnh-styrker erobrede hurtigt Nguyen-hovedstaden i 1774, mens Nguyễn-fyrsten flygtede sydpå til Saigon. Nguyễn kæmpede mod både Trịnh-hæren og Tây Sơn, men deres indsats var forgæves. I 1777 blev Saigon erobret, og næsten hele familien Nguyễn Phúc blev dræbt, undtagen en nevø, Nguyễn Ánh, der formåede at flygte til Siam.
Nguyễn Ánh opgav ikke kampene, og i 1780 angreb han Tây Sơn-hæren med en ny hær fra Siam (han var allieret med kong Taksin). Men Taksin blev sindssyg og blev dræbt i et kup. Den nye konge i Siam, Chulaloke, havde mere presserende anliggender end at hjælpe Nguyễn Ánh med at genvinde Vietnam, og kampagnen løb ud i sandet. Den siamesiske hær trak sig tilbage, og Nguyễn Ánh gik i eksil, men skulle senere vende tilbage.

## Nguyễns udenlandske relationer
Nguyễn var betydeligt mere åben for udenrigshandel og kommunikation med europæere end Trịnh. Ifølge Dupuy var Nguyễn i stand til at besejre indledende Trịnh-angreb ved hjælp af avancerede våben, de købte fra portugiserne. Nguyễn gennemførte også ret omfattende handel med Japan og Kina.
Portugiserne etablerede et handelscenter på Faifo (nutidens Hội An), lige syd for Huế i 1615. Men med slutningen af den store krig mellem Trịnh og Nguyễn faldt behovet for europæisk militærudstyr. Det portugisiske handelscenter blev aldrig nogen stor europæisk base (i modsætning til Goa og Macau).
I 1640 vendte Alexandre de Rhodes tilbage til Vietnam, denne gang til Nguyễn-hoffet i Huế. Han begyndte at arbejde på at omvende folk til den katolske tro og bygge kirker. Efter seks år kom Nguyễn-fyrsten, Nguyễn Phúc Lan, til samme konklusion som Trịnh Tráng havde nået, at de Rhodos og den katolske kirke udgjorde en trussel mod deres styre. De Rhodes blev dømt til døden, men han fik lov til at forlade Vietnam med trussel om dødsstraf, hvis han vendte tilbage.